# Pólko (gmina Żelazków)
Pólko – wieś w Polsce położona w województwie wielkopolskim, w powiecie kaliskim, w gminie Żelazków.
W latach 1975–1998 miejscowość położona była w województwie kaliskim.
Według danych z 2011 roku wieś zamieszkiwało w tym czasie 355 osób. 